# الانتخابات البرلمانية السودانية 1981–1982
أجريت الانتخابات البرلمانية في السودان في الفترة من 13 نوفمبر 1981 إلى 15 يناير 1982. تم تخفيض عدد مقاعد مجلس الشعب من 368 إلى 151 مقعدًا، تم انتخاب 138 منها وتعيين 13 من قبل الرئيس جعفر النميري.
في ذلك الوقت، كان الاتحاد الاشتراكي السوداني هو الحزب القانوني الوحيد، وفاز بـ151 مقعدًا.